# Glory Days
Glory Days is een nummer van de Amerikaanse rockzanger Bruce Springsteen. Het is de vijfde single van zijn zeer succesvolle, zevende studioalbum Born in the U.S.A. uit 1984. Op 13 mei 1985 werd het nummer op single uitgebracht in de VS, Canada, Europa, Australië en Nieuw-Zeeland en op 23 juni dat jaar volgde Japan.

## Achtergrond
De plaat werd in de Verenigde Staten, Canada, Australië, Nieuw-Zeeland, Zuid-Afrika, het Verenigd Koninkrijk, Ierland, Zweden en in het Duitse en Nederlandse taalgebied een hit. 
In Springsteens' thuisland de Verenigde Staten werd de 5e positie bereikt in de Billboard Hot 100. In Canada werd de 17e positie bereikt, Australië de 29e, Nieuw-Zeeland de 34e, Zuid-Afrika de 24e, Zweden de 20e, Duitsland de 27e, Ierland de 3e en in het Verenigd Koninkrijk de 17e positie in de UK Singles Chart.
In Nederland werd de plaat veel gedraaid op Hilversum 3 en werd een radiohit in de destijds drie landelijke hitlijsten op de nationale publieke popzender. De plaat bereikte de 17e positie in de Nederlandse Top 40, de 16e positie in de Nationale Hitparade en piekte op de 15e positie in de TROS Top 50. In de Europese hitlijst op Hilversum 3, de TROS Europarade, werd de 23e positie bereikt.
In België bereikte de plaat de 14e positie in de Vlaamse Radio 2 Top 30 en de 15e positie in de voorloper van de Vlaamse Ultratop 50. In Wallonië werd géén notering behaald.
Sinds de editie van december 2009 staat de plaat genoteerd in de jaarlijkse NPO Radio 2 Top 2000 van de Nederlandse publieke radiozender NPO Radio 2, met als hoogste notering een 555e positie in 2023.

## NPO Radio 2 Top 2000
| Nummer met noteringen in de NPO Radio 2 Top 2000 | '09  | '10 | '11 | '12 | '13 | '14 | '15 | '16 | '17 | '18 | '19 | '20 | '21 | '22 | '23 | '24 |
| ------------------------------------------------ | ---- | --- | --- | --- | --- | --- | --- | --- | --- | --- | --- | --- | --- | --- | --- | --- |
| Glory Days                                       | 1036 | 908 | 930 | 837 | 687 | 839 | 853 | 771 | 891 | 880 | 756 | 854 | 809 | 698 | 555 | 503 |

1. ↑  Een vetgedrukt getal geeft de hoogste notering aan.
2. ↑  2009 was het eerste jaar met een notering voor dit nummer.

## In populaire cultuur
- Glory Days is ook de titel van een televisieprogramma uit 2022 waarin zanger Guus Meeuwis en acteur Frank Lammers naar Amerika afreizen om de jonge jaren van Springsteen en de muziekscene van Asbury Park te onderzoeken.

E Street Band: Bruce Springsteen · Roy Bittan · Nils Lofgren · Patti Scialfa · Garry Tallent · Steven Van Zandt · Max Weinberg
Jake Clemons · Charles Giordano · Soozie Tyrell
Voormalige leden: Ernest Carter · Clarence Clemons · Danny Federici · Vini Lopez · David Sancious
Voormalige tourmuzikanten:
Everett Bradley · Barry Danielian · Clark Gayton · Curtis King · Suki Lahav · Ed Manion · The Miami Horns · Cindy Mizelle · Michelle Moore · Tom Morello · Curt Ramm · Jay Weinberg